# Eslida
Eslida és un municipi del País Valencià a la comarca de la Plana Baixa. Limita amb els municipis d'Aín, L'Alcúdia de Veo, Artana, Alfondeguilla, i Xóvar, totes elles a la província de Castelló.

## Geografia
Eslida es troba al centre de la Serra d'Espadà, en les proximitats del pic d'Espadà (1.041 msnm). El poble està adossat al mont del Castell, situat al peu del Puntal de l'Aljub (mont més prominent amb els seus 948 m d'altitud). Per a accedir al municipi des de Castelló de la Plana cal prendre l'autovia CV-10 i finalment la CV-223. La seua fascinant orografia, que compta amb frondosos boscs de pins i alzines sureres, està representada pels monts de La Costera, Tarraguán, Puntal de l'Aljub, Fonillet, La Batalla, Cocons, Maset, Solana la Mina... La Serra d'Eslida, ramificació amb nom propi de la Serra d'Espadà, està conformada per un arc de 180° en direcció E-O amb altures que s'aproximen als 800 msnm (com La Costera, Plana, la cadena de muntanyes des de Cocons fins al Puntal d'Artana, passant per les Masies i la Solana de la Mina) i barrancs que desaigüen en el riu Anna, que travessa el paisatge d'oest a est.

## Història
Les primeres notícies de pobladors de la vall d'Eslida es tenen a partir de les restes d'ofrenes funeràries trobades en la Cova de l'Oret, que pertanyen a l'edat del bronze. Alguns historiadors la identifiquen amb l'Oleastrum que cita Estrabó durant l'època romana.
Durant la dominació musulmana formava part de la fillola de la Vall d'Uixó i abastà certa importància: fou seu de l'alcaidat d'Eslida i arribà a tenir escola de l'Alcorà. Els musulmans hi introduïren l'agricultura, el sistema de regadiu, configuraren l'actual nucli de població, aixecaren el castell i l'aqüeducte i deixaren la seua toponímia en les alqueries escampades pel terme: Lauret, Benalbuig, Alfeig, etc.
En 1237 els cavallers del rei Jaume I conquistaren la vila per als cristians. El 29 de maig de 1242, Jaume I li atorgà la primera Carta de Poblament, mitjançant la qual es respectaven els costums, religió, lleis i propietats dels musulmans que l'habitaven.
En 1255 fou donada a Teresa Gil de Vidaure i en 1258 a Galceran de Montcada. El castell d'Eslida s'uní a la revolta d'Al-Azraq de 1247 i el 19 de setembre de 1256 tingué lloc la batalla de la Serra d'Espadà. Durant la guerra de les Germanies, com que els musulmans prengueren part pels nobles, se'ls obligà a batejar-se per a incrementar amb ells el nombre de les forces dels agermanats. Eslida participà activamente durant la sublevació morisca de la Serra d'Espadà de 1526.
En 1609, l'expulsió dels moriscos causà el seu total despoblament. En 1612 s'atorgà una nova Carta Pobla mitjançant la qual es repoblà la Baronia d'Eslida, que en 1633 passà a mans del duc de Medinaceli, que construí un forn, un hostal i diverses almàsseres en enfiteusis, donant nou esplendor a la vila. Alguns d'estos edificis encara es coneixen, com la casa del Duc, i el carrer del Porxet. Al llarg del segle xviii creix la producció d'oli i morera i s'exploten les mines de cinabri de La Solana. En 1910 abastà el màxim de la seua població amb 1.522 habitants. El segle xx és un segle de decadència agrícola i emigració cap a nuclis industrials.

## Política i govern

### Composició de la Corporació Municipal
El Ple de l'Ajuntament està format per 7 regidors. En les eleccions municipals de 26 de maig de 2019 foren elegits 3 regidors del Partit Popular (PP), 3 del Partit Socialista del País Valencià (PSPV-PSOE) i 1 de Compromís per Eslida (Compromís).
| Eleccions municipals de 26 de maig de 2019 - Eslida                                                                                     |                                          |                                     |                                     |      |          |          |
| Candidatura | Candidatura                              | Candidatura                         | Cap de llista                       | Vots | Vots     | Regidors |
| | Partit Popular                           |                                     | Rafael Sorribes Gómez               | 200  | 38,99%   | 3 (-1)   |
| | Partit Socialista del País Valencià-PSOE |                                     | Lucía Doñate Sorribes               | 191  | 37,23%   | 3 ()     |
| | Compromís per Eslida                     |                                     | Vicente Ramón Doñate Doñate         | 116  | 22,61%   | 1 (+1)   |
| | Vots en blanc                            |                                     |                                     | 6    | 1,17%    |          |
| Total vots vàlids i regidors | Total vots vàlids i regidors             | Total vots vàlids i regidors        | Total vots vàlids i regidors        | 513  | 100 %    | 7        |
| | Vots nuls                                | Vots nuls                           | Vots nuls                           | 10   | 1,91%    |          |
| Participació (vots vàlids més nuls) | Participació (vots vàlids més nuls)      | Participació (vots vàlids més nuls) | Participació (vots vàlids més nuls) | 523  | 89,40%** |          |
| Abstenció | Abstenció                                | Abstenció                           | Abstenció                           | 62*  | 10,60%** |          |
| Total cens electoral | Total cens electoral                     | Total cens electoral                | Total cens electoral                | 585* | 100 %**  |          |
| Alcaldessa: Lucía Doñate Sorribes (PSPV) (15/06/2019) Per majoria absoluta dels vots dels regidors (4 vots: 3 de PSPV i 1 de Compromís) |                                          |                                     |                                     |      |          |          |
| Fonts: JEC, JEZ Sogorb, M. Interior, Periòdic Ara. (* No són vots sinó electors. ** Percentatge respecte del cens electoral.)           |                                          |                                     |                                     |      |          |          |

### Alcaldia
Des de 2019 l'alcaldessa d'Eslida és Lucía Doñate Sorribes, del Partit Socialista del País Valencià (PSPV-PSOE).
| Període                       | Alcalde o alcaldessa          | Partit polític | Data de possessió | Observacions |
| ----------------------------- | ----------------------------- | -------------- | ----------------- | ------------ |
| 1979–1983                     | Modesto Jaime Galindo         | UCD            | 19/04/1979        | --           |
| 1983–1987                     | José Manuel Pitarch Sorribes  | AP-PDP-UL-UV   | 28/05/1983        | --           |
| 1987–1991                     | José Víctor Masip Miravet     | PSPV-PSOE      | 30/06/1987        | --           |
| 1991–1995                     | José Víctor Masip Miravet     | PSPV-PSOE      | 15/06/1991        | --           |
| 1995–1999                     | José Víctor Masip Miravet     | PSPV-PSOE      | 17/06/1995        | --           |
| 1999–2003                     | Maria Carmen Miravet Sorribes | PP             | 03/07/1999        | --           |
| 2003–2007                     | Carlos Miravet Batlle         | PSPV-PSOE      | 14/06/2003        | --           |
| 2007–2011                     | Rafael Sorribes Gómez         | PP             | 16/06/2007        | --           |
| 2011–2015                     | Rafael Sorribes Gómez         | PP             | 11/06/2011        | --           |
| 2015–2019                     | Rafael Sorribes Gómez         | PP             | 13/06/2015        | --           |
| 2019-2023                     | Lucía Doñate Sorribes         | PSPV-PSOE      | 15/06/2019        | --           |
| Des de 2023                   | n/d                           | n/d            | 17/06/2023        | --           |
| Fonts: Generalitat Valenciana |                               |                |                   |              |

## Demografia
| 1986 | 1987 | 1988 | 1989 | 1990 | 1991 | 1992 | 1993 | 1994 | 1995 | 1996 | 1998 | 2000 | 2001 | 2002 | 2003 | 2004 | 2005 | 2006 | 2007 | 2012 |
| ---- | ---- | ---- | ---- | ---- | ---- | ---- | ---- | ---- | ---- | ---- | ---- | ---- | ---- | ---- | ---- | ---- | ---- | ---- | ---- | ---- |
| 866  | 866  | 861  | 866  | 848  | 846  | 842  | 846  | 823  | 813  | 775  | 766  | 769  | 764  | 767  | 796  | 828  | 861  | 863  | 892  | 928  |

## Monuments i llocs d'interés
| N.   | Nom i llinatges           | Activitat |
| ---- | ------------------------- | --------- |
| 1939 | Elvira Mondragón Sorribes | activista |

El poble manté la fesomia que li donaren els musulmans: carrers torts, estrets i costeruts. En el terme hi ha fonts d'aigües minero-medicinals que esquitxen els monts d'Eslida. Destaquen: Fosques, Matilde, Castro, Fonillet, Sant Josep, sense oblidar El Barranc, el Rei,... (Com a data important subratllar que la font de Fonillet és l'únic brollador d'aigua potable de tot el País Valencià). També hi ha moltes coves com les de: L'Oret, La Ferrera, Fonillet i Matilde, que claven els seus laberíntics tentacles en l'interior de la serra. Així mateix, també hi ha diversos barrancs com els de l'Oret, de Xóvar, Castro, Molí Pitarch i del riu d'Anna, que baixa d'Aín. I també hi ha neveres com les de l'Oret i la de Castro.

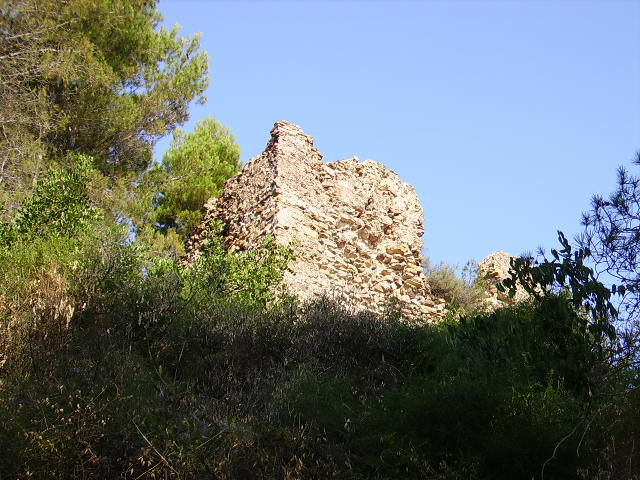
Castell d'Eslida
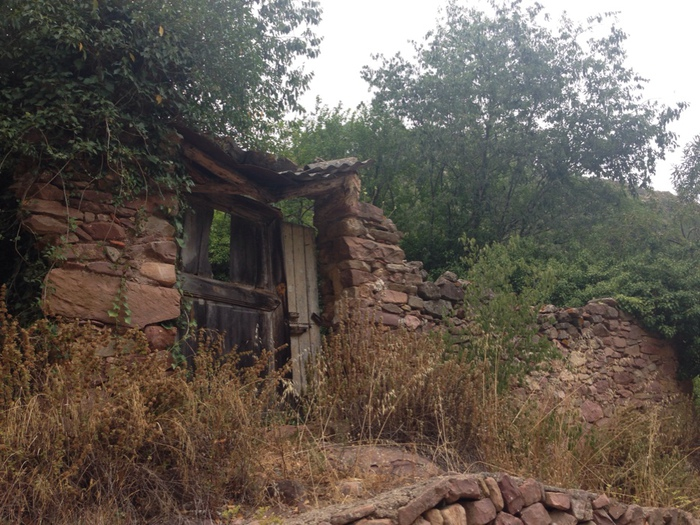
Corral de l'Oret
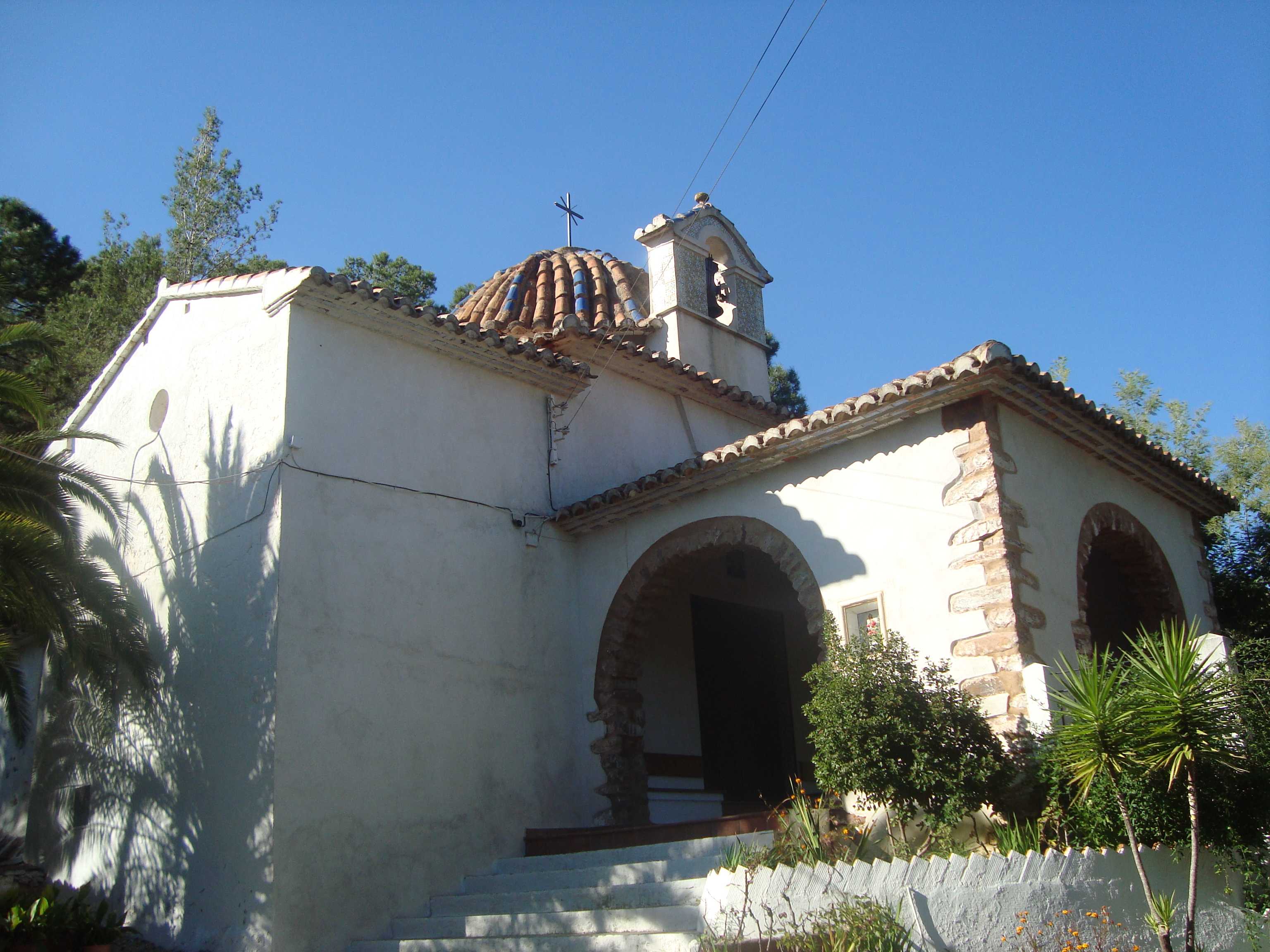
Ermita del Crist
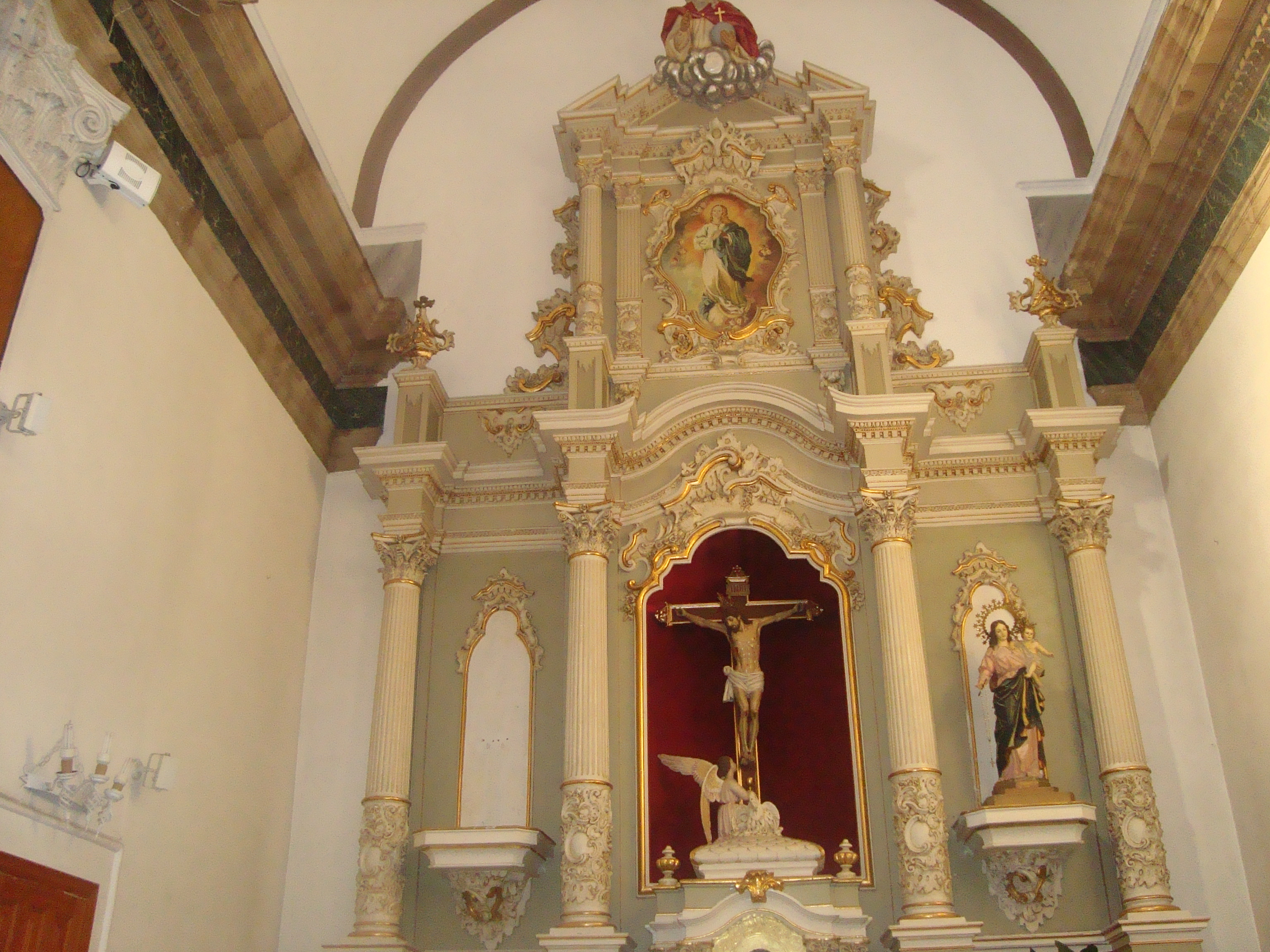
Retaule del Salvador

- Castell d'Eslida. Corona la imatge del poble, dalt d'un turó. Fou un dels més importants de la zona, però avui només resten una part de la muralla i part de la torre de l'Homenatge. Construcció de planta poligonal irregular amb una torre de l'Homenatge de planta triangular, que possiblement, junt amb la del Castell de la Mola de Novelda, siguen els únics exemplars de torres musulmanes de planta triangular existents en tot el País Valencià.
- Aqüeducte de la Rambla. Aqüeducte d'origen àrab sobre el riu Anna, amb diversos arcs de mig punt.
- Calvari. Ermita dedicada al Santíssim Crist del Calvari, construïda a principis del segle xviii i adossada a un aljub, el qual custodia un retaule ceràmic de la Mare de Déu de la Cova Santa.
- Església de El Salvador. Església del segle xvii, aixecada sobre la mesquita.
- El Molí d'aire. Restes d'un antic molí de cereals.
- Els Corrals. Antigues alqueries o aldees, situades enfront de la població, a l'altre costat del riu.
- Puntal de l'Aljub.
- Castell de Castro ubicat al terme municipal d'Alfondeguilla.
- Corral de l'Oret.

## Festes
- Festes de la Joventut. Múltiples actes festius i populars durant l'última setmana de juliol.
- Festes patronals. En honor del Santíssim Crist del Calvari. Se celebra l'última setmana d'agost. Menció especial mereix el dimecres "Dia del Crist" i la processó a l'ermita del Calvari.
- Mostra de Productes d'Eslida. Se celebra el diumenge més pròxim al 15 d'agost.
- Sant Lleó. Patró d'Eslida.
- Sant Vicent. Se celebra el dilluns següent a Sant Lleó.

## Gastronomia
La gastronomia eslidera, típicament muntanyenca, es recolza en els productes de la terra: olla de poble, arròs caldós o paella de muntanya en són una petita mostra; de dolç, les orelletes amb mel, bunyols de figa, la coca escudellà, coca malfeta o les cristines. Una beguda típica és el cigaló d'Espadà, fet amb mel, licors cremats i café. Cal parlar de la seua excel·lent mel i altres productes apícoles (cera, gelea, pol·len) i de l'oli d'oliva, amb la denominació d'origen de la Serra d'Espadà.